# Блюдо на Петри
Блюдо на Петри (или стъкло на Петри) е плосък, кръгъл и прозрачен лабораторен съд с капак с по-голям размер, което се използва основно в биологията, медицината и химията.

## История
Блюдото на Петри е наречено на изобрететеля му от 1887 г. – германския бактериолог Юлиус Рихард Петри, асистент на Роберт Кох.

## Приложение
Използва се основно за култивиране на микроорганизми и тъканни култури. За целта на дъното се прави един плосък слой от желеподобна хранителна среда. Средата обикновено е на базата на желатин (животински произход) или неговия растителен аналог агар-агар, стерилизира се в автоклав чрез нагряване и още топла се излива в блюдото. Подхранващата среда снабдява растящите организми с вода и хранителни вещества. Много по-удобен е за използване от предметните стъкла, използвани преди за целта. Могат да се използват за наблюдения и изследване под микроскоп, с изключение на края на блюдото, при микроскопи с голямо увеличение.

### Предимства
- Микроорганизмите остават на място и образуват колонии
- Колониите са с типични форми на растеж и могат да се отличават една от друга
- Могат да се изолират чисти щамове
- На фронта на нарастване се намират постоянно нови микроорганизми

## Варианти на изпълнение
Блюдата на Петри се изработват в различни размери от лабораторно стъкло или пластмаса (прозрачен полистирен). В биологията и медицината се използват практически само еднократни пластмасови блюда на Петри. Диаметърът на блюдото е от 50 до 100 mm при 15 mm височина. Капакът ляга директно върху блюдото или може да се направи по-голям процеп чрез малки издатини. По този начин се осигурява оптимален газообмен и се предотвратява кондензацията. Без тях се използват за по-дълги инкубационни периоди, високи температури и при чувствителни култури.
Освен за лабораторни цели, блюдото на Петри е много удобен инструмент за хоби и дребни производствени цели.